# Chirothecia amazonica
Chirothecia amazonica là một loài nhện trong họ Salticidae.
Loài này thuộc chi Chirothecia. Chirothecia amazonica được Eugène Simon miêu tả năm 1901.